# 廖俊云
廖俊云（1964年3月—），男，湖南人，中华人民共和国外交官，曾任中华人民共和国驻孔敬总领事。

## 生平
1984年，任柳州工程机械厂技术员。1990年，任广西壮族自治区机械工业设计院设计员。1994年，任广西壮族自治区机械厅科员。2002年，任广西壮族自治区南宁市发展计划委员会副主任。2005年，任广西壮族自治区南宁市发展和改革委员会副主任。2005年，任广西壮族自治区南宁市西乡塘区委常委、副区长，后升任区委副书记、区长。2008年，任广西壮族自治区党委组织部副处长，后升处长。2011年，任广西有色金属集团有限公司董事、副总经理，期间任中国中信集团战略规划部副主任一年。2018年3月，出任中华人民共和国驻孔敬总领事。2023年4月，自驻孔敬总领事离任。

## 家庭
已婚，有一子。